# 시조오미야역
시조오미야역(일본어: 四条大宮駅, しじょうおおみやえき)은 일본 교토부 교토시 시모교구에 있는 게이후쿠 전기 철도 아라시야마 본선의 역이다. 역 번호는 A1이다.
지하역인 한큐전철 오미야역의 역사가 시조오미야 사거리를 낀 대면 측에 설치되어 있다.

## 역사
역명은 시조도리와 오미야도리가 교차하는 "시조오미야"에 역이 있는 것에서 유래하였다.
- 1910년 3월 25일: 아라시야마 전차 궤도의 교토역(일본어: 京都駅, きょうとえき)으로 영업 개시.
- 1918년 4월 2일: 회사 합병에 의한 교토 전등이 운영하는 아라시야마 전철역이 됨.
- 1925년 11월 16일: 시조오미야역으로 역명 변경.
- 1942년 3월 2일: 노선 양도로 인한 게이후쿠 전기 철도의 역이 됨.
- 1986년 7월: 현역사 완성.

## 역 구조
시조오미야 사거리의 남서쪽 모퉁이에 있는 지평역이다. 승강장은 3면 2선의 빗형 구조이다. 닛폰 생명보험 시조오미야 빌딩의 지상 부분 남동측과 일체화된 구조로 되어 있다. 화장실은 개찰 내 남쪽에 있는 남녀별 수세식이다.

### 승강장
| 1 | ■ 아라시야마 본선 | 가타비라노쓰지・아라시야마 방면 |
| 2 | ■ 아라시야마 본선 | 가타비라노쓰지・아라시야마 방면 |

## 역 주변
- 한큐 교토 본선 오미야역 - 시조오미야 사거리 남서쪽 모퉁이에는 해당역의 지상 연결 출입구가 없고 이 사거리 남동쪽 모퉁이 또는 동북 모퉁이에 있는 지상 연결 출입구로 횡단 보도를 건널 필요가 있다.
- 게이후쿠 전기 철도 본사

## 사진

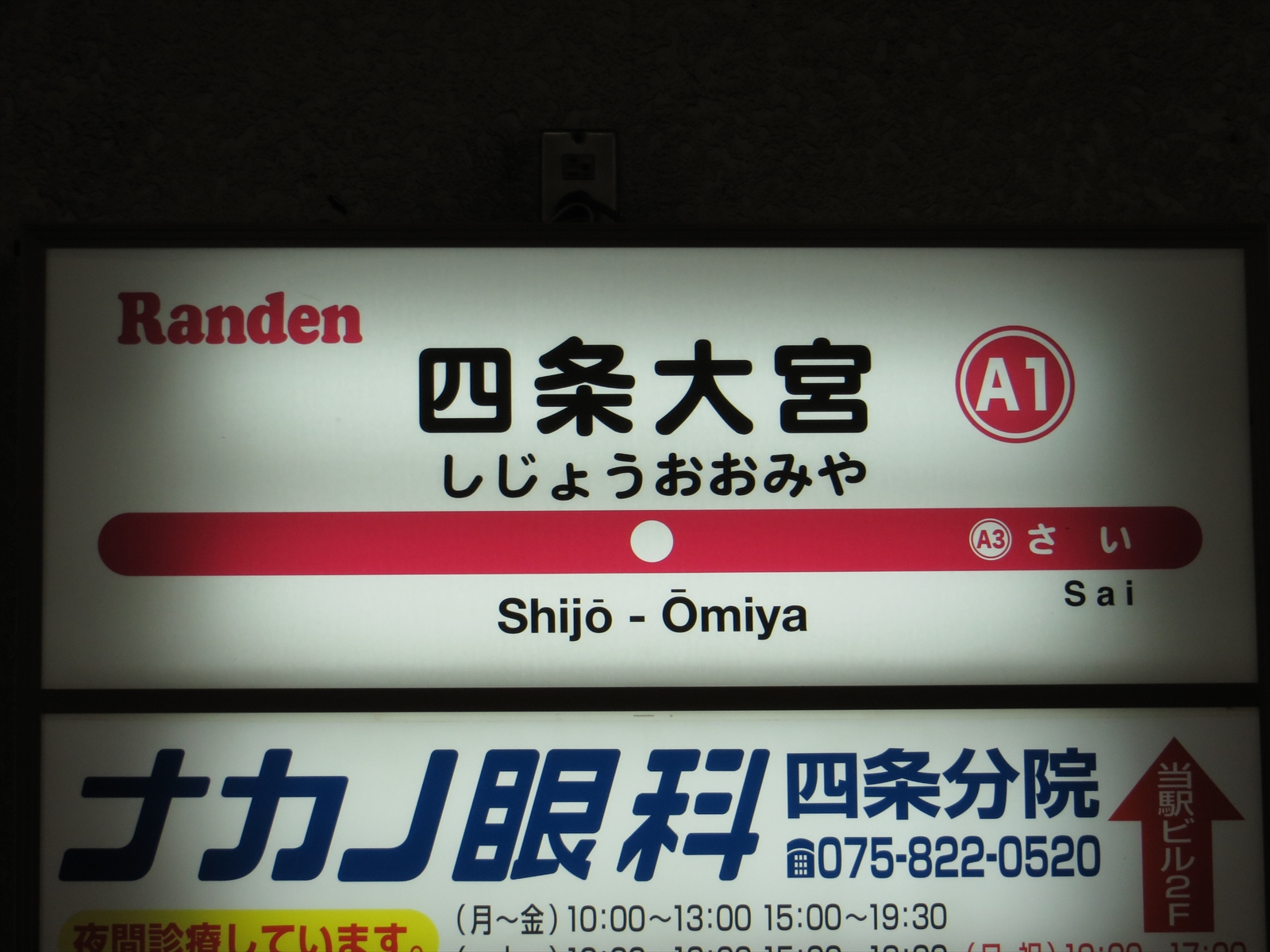
역명판

## 인접역
| 게이후쿠 전기 철도 ■ 아라시야마 본선 | 게이후쿠 전기 철도 ■ 아라시야마 본선 | 게이후쿠 전기 철도 ■ 아라시야마 본선 |
| ------------------------------------ | ------------------------------------ | ------------------------------------ |
| 시·종착역                            |                                      | 사이 A2 아라시야마 방면              |